# أوبيدجيوان (كيبك)
أوبيدجيوان (بالإنجليزية: Obedjiwan, Quebec)‏ هي Indian reserve in Canada تقع في كندا في لاتاك. يقدر عدد سكانها بـ 2,031 نسمة ومساحتها 9.27 كم2 .